# Šamorín
Šamorín (în germană Sommerein, în maghiară Somorja) este un oraș din Slovacia cu 12.250 locuitori.

## Demografie
| An:                | 1994   | 2004   | 2014   | 2024   |
| ------------------ | ------ | ------ | ------ | ------ |
| Număr de persoane: | 12.182 | 12.339 | 13.028 | 13.672 |
| Diferență:         |        | +1,28% | +5,58% | +4,94% |

| An:                | 2023   | 2024   |
| ------------------ | ------ | ------ |
| Număr de persoane: | 13.635 | 13.672 |
| Diferență:         |        | +0,27% |